# Belgaum
Belgaum este un oraș în Marathi, India.

## Clima
| Date climatice pentru Belgaum | Date climatice pentru Belgaum | Date climatice pentru Belgaum | Date climatice pentru Belgaum | Date climatice pentru Belgaum | Date climatice pentru Belgaum | Date climatice pentru Belgaum | Date climatice pentru Belgaum | Date climatice pentru Belgaum | Date climatice pentru Belgaum | Date climatice pentru Belgaum | Date climatice pentru Belgaum | Date climatice pentru Belgaum | Date climatice pentru Belgaum |
| Luna                          | Ian                           | Feb                           | Mar                           | Apr                           | Mai                           | Iun                           | Iul                           | Aug                           | Sep                           | Oct                           | Nov                           | Dec                           | Anual                         |
| ----------------------------- | ----------------------------- | ----------------------------- | ----------------------------- | ----------------------------- | ----------------------------- | ----------------------------- | ----------------------------- | ----------------------------- | ----------------------------- | ----------------------------- | ----------------------------- | ----------------------------- | ----------------------------- |
| Maxima medie °C (°F)          | 28.8 (83,8)                   | 31.5 (88,7)                   | 34 (93)                       | 36 (97)                       | 34 (93)                       | 28 (82)                       | 25.4 (77,7)                   | 25.5 (77,9)                   | 27 (81)                       | 29 (84)                       | 28 (82)                       | 28 (82)                       | 29,6 (85,28)                  |
| Media zilnică °C (°F)         | 21.9 (71,4)                   | 23.7 (74,7)                   | 26.5 (79,7)                   | 28.3 (82,9)                   | 27.8 (82)                     | 24.6 (76,3)                   | 23.2 (73,8)                   | 22.9 (73,2)                   | 23.7 (74,7)                   | 24.2 (75,6)                   | 22.8 (73)                     | 21.8 (71,2)                   | 24,28 (75,71)                 |
| Minima medie °C (°F)          | 13.5 (56,3)                   | 15.4 (59,7)                   | 18.4 (65,1)                   | 20.4 (68,7)                   | 21.1 (70)                     | 20.9 (69,6)                   | 20.2 (68,4)                   | 19.4 (66,9)                   | 19.2 (66,6)                   | 18.2 (64,8)                   | 16.4 (61,5)                   | 14.2 (57,6)                   | 18,11 (64,59)                 |
| Minima istorică °C (°F)       | 6.2 (43,2)                    | 6.3 (43,3)                    | 11.6 (52,9)                   | 15.0 (59)                     | 14.8 (58,6)                   | 18.0 (64,4)                   | 17.2 (63)                     | 16.8 (62,2)                   | 16.0 (60,8)                   | 10.7 (51,3)                   | 9.3 (48,7)                    | 9.1 (48,4)                    | 6,2 (43,2)                    |
| Precipitații mm (inches)      | 1 (0.04)                      | 4 (0.16)                      | 10 (0.39)                     | 47 (1.85)                     | 83 (3.27)                     | 186 (7.32)                    | 224 (8.82)                    | 144 (5.67)                    | 124 (4.88)                    | 82 (3.23)                     | 38 (1.5)                      | 4 (0.16)                      | 947 (37,28)                   |
| Umiditate [%]                 | 46                            | 40                            | 40                            | 52                            | 63                            | 82                            | 87                            | 88                            | 83                            | 69                            | 57                            | 52                            | 63,3                          |
| Nr. mediu de zile ploioase    | 0.1                           | 0.3                           | 1.0                           | 3.8                           | 6.3                           | 14.9                          | 20.6                          | 20.0                          | 10.6                          | 6.1                           | 3.3                           | 0.4                           | 87,4                          |
| Sursă: NOAA (1971-1990)       |                               |                               |                               |                               |                               |                               |                               |                               |                               |                               |                               |                               |                               |